# كريميدين
الكريميدين (بالإنجليزية: Crimidine)‏ هو سم متشنج يستخدم كمبيد للقوارض. كان الكريميدين معروفًا في الأصل باسم المنتج كاستريكس (بالإنجليزية: Castrix)‏. تم إنتاجه في الأصل في الأربعينيات من قبل شركة إي غه فاربن (بالإنجليزية: IG Farben)‏. تم تصنيفها على أنها مادة شديدة الخطورة في الولايات المتحدة على النحو المحدد في القسم 302 من قانون التخطيط للطوارئ وحق المجتمع في المعرفة بالولايات المتحدة (42 USC 11002)، وتخضع لمتطلبات الإبلاغ الصارمة من قبل المرافق التي تنتج وتخزن، أو استخدامه بكميات كبيرة. كما أنه لم يعد يستخدم في الولايات المتحدة كمبيد للقوارض، ولكنه لا يزال يستخدم حتى يومنا هذا في البلدان الأخرى.

## آلية العمل
الكريميدين مركب شديد التفاعل. الآلية الرئيسية للتسمم بالكريميدين هي أنه يثبط فيتامين ب 6، الذي يستخدم في استقلاب الكربوهيدرات والأحماض الأمينية. هذا يرجع إلى حلقة بيريميدين التي يحتوي عليها كلا المركبين. على الرغم من أن الآلية الدقيقة لكيفية معاداة الكريميدين لفيتامين B6 غير معروفة. آلية أخرى للتسمم بالكريميدين ترجع إلى تأثيره التعطيل على أستيل كولينستريز.
تعمل بقايا السيرين، وهي جزء من أسيتيل كولينستراز، على نوكليوفيل وفي النهاية تحل محل رابطة C-Cl الموجودة في الكريميدين. على عكس الأسيتيل كولين، لا تتحلل رابطة سيرين-كريميدين الناتجة، مما يؤدي إلى تعطيل الإنزيم بشكل دائم.

## التسمّم
الكريميدين عبارة عن مادة تشنجية سريعة المفعول، حيث تبلغ الجرعة المميتة 50 من 5 ملغم / كغم. يمكن أن تظهر الأعراض المبكرة في غضون 20-40 دقيقة. يمكن أن تشمل هذه الأعراض حرقانًا وتهيجًا وحكة في موقع التعرض أو المدخول. بعد هذه الأعراض الأولية، تتبع التشنجات ويمكن أن تكون قاتلة. يمكن أن يؤدي التعرض لجرعة منخفضة طويلة الأمد إلى تلف الجهاز العصبي المركزي، مما يؤدي إلى تصلب العضلات، والأرق، والحساسية للضوء والضوضاء. على الرغم من أن الكريميدين سريع المفعول، إلا أنه يتم إفرازه بسرعة ويمكن أن يمر عبر النظام في أقل من 24 ساعة. يجب إعطاء فيتامين ب 6 عن طريق الوريد بمجرد الاشتباه في حدوث تسمم.